# Medina incisuralis
Medina incisuralis là một loài ruồi trong họ Tachinidae.